# لانیلی
لانیلی (به فرانسوی: Lannilis) یک کمون در فرانسه است که در Canton of Lannilis واقع شده‌است.

## خصوصیات
لانیلی ۲۳٫۵۲ کیلومترمربع مساحت و ۵٬۰۸۴ نفر جمعیت دارد.